# Florencia Molinero
Florencia Molinero (Rafaela, 28 november 1988) is een voormalig professioneel tennisspeelster uit Argentinië. Molinero begon met tennis toen zij acht jaar oud was. Haar favoriete ondergrond is gravel. Zij speelt rechtshandig en heeft een tweehandige backhand. Zij was actief in het internationale tennis van 2004 tot en met 2016.

## Loopbaan

### Enkelspel
In 2004 nam Molinero voor het eerst deel aan een ITF-toernooi, in Caracas (Venezuela). In 2005 won zij voor het eerst een ITF-toernooi, in Nazaré (Portugal). In totaal won zij negen ITF-titels. In 2011 nam zij voor het eerst deel aan een WTA-toernooi, in Auckland – zij verloor in de eerste ronde van Sabine Lisicki. In datzelfde jaar nam zij deel aan de Pan-Amerikaanse Spelen – zij bereikte daar de vierde plaats, waarmee zij net naast de medailles greep. Haar hoogste notering op de WTA-ranglijst is de 170e plaats, die zij bereikte in april 2012.

### Dubbelspel
Ook hier was het ITF-toernooi van Caracas in 2004 haar start. In 2007 won zij voor het eerst een ITF-toernooi, in Monterrey (Mexico), samen met de Mexicaanse Melissa Torres Sandoval. In totaal won zij 25 ITF-titels. In 2011 nam Molinero voor het eerst deel aan een WTA-toernooi, in Auckland, samen met landgenote María Irigoyen – zij verloren in de eerste ronde van Kurumi Nara en Heather Watson. In datzelfde jaar nam zij deel aan de Pan-Amerikaanse Spelen – samen met landgenote María Irigoyen won zij daar de gouden medaille. In 2013 stond zij, samen met de Braziliaanse Teliana Pereira, voor het eerst in een WTA-finale, op het toernooi van Cali – zij verloren van het Colombiaanse koppel Catalina Castaño en Mariana Duque Mariño. Haar hoogste notering op de WTA-ranglijst is de 105e plaats, die zij bereikte in september 2014 na het winnen van een $100k-ITF-toernooi in Bogotá samen met de Spaanse Lara Arruabarrena.

### Tennis in teamverband
In de periode 2011–2013 maakte Molinero deel uit van het Argentijnse Fed Cup-team – zij vergaarde daar een winst/verlies-balans van 11–4.

## Posities op deWTA-ranglijst
Positie per einde seizoen:
| jaar | rang enkelspel | rang dubbelspel |
| ---- | -------------- | --------------- |
| 2004 | 887            | –               |
| 2005 | 625            | –               |
| 2006 | 519            | 956             |
| 2007 | 274            | 328             |
| 2008 | 295            | 278             |
| 2009 | 320            | 262             |
| 2010 | 181            | 150             |
| 2011 | 193            | 215             |
| 2012 | 202            | 311             |
| 2013 | 197            | 148             |
| 2014 | 254            | 113             |
| 2015 | 221            | 235             |
| 2016 | 627            | 327             |

## Palmares

### WTA-finaleplaatsen vrouwendubbelspel
| nr.              | finale     | toernooi | ondergrond | partner         | tegenstandsters                       | score            |         |
| ---------------- | ---------- | -------- | ---------- | --------------- | ------------------------------------- | ---------------- | ------- |
| verloren finales |            |          |            |                 |                                       |                  |         |
| 1.               | 2013-02-17 | WTA Cali | gravel     | Teliana Pereira | Catalina Castaño Mariana Duque Mariño | 6-3, 1-6, [5-10] | details |